# Erich Bey
Erich Bey (ur. 23 marca 1898 w Hamburgu, zm. 26 grudnia 1943) – niemiecki oficer Kriegsmarine w stopniu Kontradmirała. Zasłynął z udziału w bitwie Nordkapp (26 grudnia 1943), podczas której zginął.

## Odznaczenia
- Krzyż Żelazny (1914)
  - II klasa
- Preußische Rettungsmedaille am Band
- Hamburski Krzyż Hanzeatycki
- Krzyż Honorowy
- Wehrmacht-Dienstauszeichnung IV i II Klasa
- Pamiątkowy medal za udział w zajęciu Sudetlandu
- Krzyż Żelazny (1939)
  - II klasa
  - I klasa
- Krzyż Rycerski Krzyża Żelaznego (9 maja 1940)
- Wojenna Odznaka Marynarza
- Tarcza za Udział w Walkach o Narwik.

## Literatura
- Claasen, A.R.A.: Hitler’s Northern War: The Luftwaffe’s Ill-Fated Campaign, 1940–1945. Lawrence: Universum Press of Kansas, 2001. ISBN 0-7006-1050-2 pp. 92–93, 230–232
- Range, Clemens (1974). Die Ritterkreuzträger der Kriegsmarine. Stuttgart, Niemcy: Motorbuch Verlag. ISBN 3-87943-355-0.